# Michela Moioli
Michela Moioli (* 17. Juli 1995 in Alzano Lombardo) ist eine italienische Snowboarderin. Sie startet im Snowboardcross.

## Werdegang
Moioli nahm von 2010 bis 2012 am Europacup teil. Dabei gewann sie drei Rennen und beendete die Saison 2011/12 auf dem zweiten Platz in der Snowboardcrosswertung. Bei den Snowboard-Juniorenweltmeisterschaften 2012 in der Sierra Nevada holte sie Bronze. Dies wiederholte sie ein Jahr später bei den Snowboard-Juniorenweltmeisterschaften 2013 in Erzurum. Ihr erstes Weltcuprennen fuhr sie zu Beginn der Saison 2012/13 in Telluride, welches sie auf dem 14. Platz beendete. Es folgten in der Saison mehrere Top-Zehn-Platzierungen. Beim Saisonhöhepunkt den Snowboard-Weltmeisterschaften 2013 in Stoneham belegte sie den fünften Platz. Im Februar 2013 holte sie in Sotschi ihren ersten einzigen Weltcupsieg. Einen Monat später erreichte sie in Arosa mit dem zweiten Platz ihre nächste Podestplatzierung im Weltcup. Die Saison beendete sie auf dem dritten Platz in der Snowboardcrossgesamtwertung. Bei ihrer ersten Olympiateilnahme 2014 in Sotschi errang sie den sechsten Platz. Bei den Winter-X-Games 2015 in Aspen wurde sie Fünfte. Im März 2015 holte sie in Veysonnaz ihren zweiten Weltcupsieg und beendete die Saison 2014/15 auf dem dritten Rang im Snowboardcrossweltcup.
Bei den Snowboard-Weltmeisterschaften 2015 am Kreischberg gewann sie Bronze. In der Saison 2015/16 kam sie bei allen acht Teilnahmen im Weltcup unter die ersten Sechs. Sie belegte dabei zweimal den zweiten und zweimal den dritten Rang. Im März 2016 holte sie in Veysonnaz ihren dritten Weltcupsieg und gewann zum Saisonende den Snowboardcross-Weltcup.
In der folgenden Saison holte sie zwei Weltcupsiege und belegte zudem jeweils einmal den zweiten und einmal den dritten Platz. Außerdem siegte sie im Teamwettbewerb in Veysonnaz und belegte in Montafon den zweiten und in Solitude den dritten Platz jeweils zusammen mit Raffaella Brutto. Sie errang damit den zweiten Platz im Snowboard-Weltcup. Beim Saisonhöhepunkt den Snowboard-Weltmeisterschaften 2017 in Sierra Nevada gewann sie die Bronzemedaille im Einzel. Im Teamwettbewerb wurde sie zusammen mit Raffaella Brutto Vierte. Nach Platz 18 und Platz vier zu Beginn der Saison 2017/18 in Cerro Catedral, gewann sie mit drei dritten, einen zweiten und fünf ersten Plätzen den Snowboardcross-Weltcup. Bei den Olympischen Winterspielen 2018 in Pyeongchang holte sie die Goldmedaille im Snowboardcross.
In der Saison 2018/19 erreichte Moioli mit zwei dritten und einen zweiten Platz, den dritten Platz im Snowboardcross-Weltcup. Bei den Snowboard-Weltmeisterschaften 2019 in Park City holte sie die Bronzemedaille im Einzel und die Silbermedaille im Teamwettbewerb. In der folgenden Saison gewann sie mit jeweils drei ersten und zweiten Plätzen, zum dritten Mal den Snowboardcross-Weltcup. In der Saison 2020/21 siegte sie zweimal und errang den zweiten Platz im Snowboardcross-Weltcup. Am 11. Februar 2021 wurde sie im schwedischen Idre Vize-Weltmeisterin Snowboardcross hinter der Britin Charlotte Bankes. Im Mixed-Team-Wettbewerb wurde sie mit Lorenzo Sommariva ebenso Vize-Weltmeister. Auch in der Saison 2021/22 belegte sie mit zwei Siegen und je einen zweiten und dritten Platz, den zweiten Platz im Snowboardcross-Weltcup. Für die Eröffnungsfeier sowie auch die Schlussfeier der Olympischen Winterspiele 2022 in Peking wurde Moioli als Fahnenträgerin ihrer Nation nominiert. Dort gewann sie zusammen mit Omar Visintin die Silbermedaille im Teamwettbewerb.
Moioli wurde 2012, 2013, 2015, 2017, 2019, 2021 und 2024 italienische Meisterin im Snowboardcross.

## Teilnahmen an Weltmeisterschaften und Olympischen Winterspielen

### Olympische Winterspiele
- 2014 Sotschi: 6. Platz Snowboardcross
- 2018 Pyeongchang: 1. Platz Snowboardcross
- 2022 Peking: 2. Platz Snowboardcross Team, 8. Platz Snowboardcross

### Snowboard-Weltmeisterschaften
- 2013 Stoneham: 5. Platz Snowboardcross
- 2015 Kreischberg: 3. Platz Snowboardcross
- 2017 Sierra Nevada: 3. Platz Snowboardcross, 4. Platz Snowboardcross Team
- 2019 Park City: 2. Platz Snowboardcross Team, 3. Platz Snowboardcross
- 2021 Idre: 2. Platz Snowboardcross Team, 2. Platz Snowboardcross
- 2025 Engadin: 1. Platz Snowboardcross, 5. Platz Snowboardcross Team

## Weltcupsiege und Weltcup-Gesamtplatzierungen

### Weltcupsiege

#### Weltcupsiege im Einzel
| Nr. | Datum             | Ort                  |
| --- | ----------------- | -------------------- |
| 1.  | 17. Februar 2013  | Sotschi              |
| 2.  | 14. März 2015     | Veysonnaz            |
| 3.  | 6. März 2016      | Veysonnaz            |
| 4.  | 11. Februar 2017  | Feldberg             |
| 5.  | 5. März 2017      | La Molina            |
| 6.  | 16. Dezember 2017 | Montafon             |
| 7.  | 22. Dezember 2017 | Breuil-Cervinia      |
| 8.  | 3. Februar 2018   | Feldberg             |
| 9.  | 4. Februar 2018   | Feldberg             |
| 10. | 16. März 2018     | Veysonnaz            |
| 11. | 21. Dezember 2019 | Cervinia             |
| 12. | 25. Januar 2020   | Big White            |
| 13. | 13. März 2020     | Veysonnaz            |
| 14. | 23. Januar 2021   | Chiesa in Valmalenco |
| 15. | 18. Februar 2021  | Reiteralm            |
| 16. | 18. Dezember 2021 | Cervinia             |
| 17. | 29. Januar 2022   | Cortina d’Ampezzo    |
| 18. | 3. März 2024      | Sierra Nevada        |
| 19. | 16. März 2024     | Montafon             |

#### Weltcupsiege im Team
| Nr. | Datum             | Ort         |
| --- | ----------------- | ----------- |
| 1.  | 8. Dezember 2013  | Montafon 1  |
| 2.  | 26. März 2017     | Veysonnaz 1 |
| 3.  | 11. Dezember 2021 | Montafon 2  |
| 4.  | 17. Dezember 2023 | Cervinia 3  |

### Snowboardcross-Weltcup-Gesamtplatzierungen
| Saison  | Platz | Punkte |
| ------- | ----- | ------ |
| 2012/13 | 3.    | 3170   |
| 2013/14 | 27.   | 540    |
| 2014/15 | 3.    | 1900   |
| 2015/16 | 1.    | 5100   |
| 2016/17 | 2.    | 4490   |
| 2017/18 | 1.    | 8410   |
| 2018/19 | 3.    | 2650   |
| 2019/20 | 1.    | 5400   |
| 2020/21 | 2.    | 430    |
| 2021/22 | 2.    | 501    |
| 2022/23 | 31.   | 32     |
| 2023/24 | 3.    | 704    |
| 2024/25 | 7.    | 348    |